# Дюзьятан, Энгин Алтан
Энгин Алтан Дюзьятан (тур. Engin Altan Düzyatan, род. 26 июля 1979, Измир) — турецкий актёр театра и кино, телеведущий. Известность получил благодаря историческому сериалу «Воскресший Эртугрул».

## Биография
Энгин Алтан родился 26 июля 1979 года в городе Измир. Его отцовская линия — албанские иммигранты из Приштины. Другая часть его семьи — турецкие иммигранты из Югославии. Полное его имя Энгин Алтан Дюзьятан. Он начал играть на театральной сцене ещё в средней школе, что определило его дальнейшую жизнь и судьбу. Окончив школу, Энгин Алтан Дюзьятан поступил на театральный факультет Университета Девятого Сентября (Докуз Эйлюля) в Измире. Он также закончил свою магистерскую программу в Университете Бахчешехира по специальности «Передовые методы актёрского мастерства».
После окончания университета он приехал в Стамбул, чтобы начать свою профессиональную актёрскую карьеру. В Стамбуле Энгин сначала работал актёром в театре Kenter и DOT, попробовал себя и в качестве режиссёра, поставив спектакль в Государственном театре Диярбакыра. Вместе с Хазал Кая и Назом Эльмасом он принял участие в 2010 году в демонстрации коллекции Beymen Club.
Любит природу и диких животных, в свободное от работы время путешествует, профессионально занимается фотосъемкой, а также благотворительностью. В 2017 году он объединил эти свои два увлечения в одном проекте: создал галерею своих фотографий дикой природы Африки.

## Личная жизнь
До женитьбы на Неслишах актёр пять лет был помолвлен с другой девушкой, артисткой Озге Озпиринчджи, с которой расстался в конце 2013 года. В 2014 году женился на актрисе и модели Неслишах Алкочлар , в браке двое детей: сын Эмир и дочь Алара.

## Фильмография
| Год  |   | Русское название              | Оригинальное название          | Роль                    |
| ---- | - | ----------------------------- | ------------------------------ | ----------------------- |
| 1997 | с | Рухсар                        | Ruhsar                         | Сиамский Близнец Балыша |
| 2001 | с | Наш отель                     | Bizim Otel                     | Алтан                   |
| 2001 | с | Семь холмов Стамбула          | Yeditepe İstanbul              | Ребенок                 |
| 2002 | с | Последними узнают папы        | En son babalar duyar           | Альп                    |
| 2002 | с | Мой тренер                    | Kocum benim                    | Орчун                   |
| 2003 | с | Хюррем Султан (телесериал)    | Hürrem Sultan                  | Шехзаде Баязид          |
| 2003 | с | Кампус (телесериал)           | Kampüsistan                    | Левент                  |
| 2004 | ф | Время сердце                  | Kalbin Zamanı                  | Демир в молодости       |
| 2004 | с | Начать все сначала            | Sil Baştan                     | Джихан                  |
| 2010 | ф | Романтическая комедия         | Romantik Komedi                | Джем                    |
| 2011 | ф | Море на ладони                | Bir Avuc Deniz                 | Мерт Акбай              |
| 2011 | ф | Анатолийские орлы             | Anadolu Kartallari             | Кемаль Таначан          |
| 2012 | ф | Пусть это будет последний раз | Bu Son Olsun                   | Синан                   |
| 2013 | с | Путь к одиночеству            | Bu Iste Bir Yalnizlik Var      | Мехмет                  |
| 2014 | ф | Убийство                      | Cinayet                        | Йылмаз Сейхан           |
| 2014 | ф | Романтическая комедия 2       | Romantik Komedi 2: Bekarlığa V | Джем                    |
| 2014 | с | Нападение на дворец Чыраган   | Çırağan Baskını                | Полди                   |
| 2014 | с | Возрождение: Эртугрул         | Diriliş Ertuğrul               | Эртугрул                |
| 2019 | с | Пуля                          | Kursun                         | Орхан Куршун            |